# Kuřívody (zámek)
Zámek Kuřívody je pozůstatek renesančního šlechtického sídla v někdejší obci a městečku Kuřívody, na katastru novodobého města Ralsko, na Českolipsku. Je chráněn jako kulturní památka České republiky. Je v soukromém vlastnictví a veřejnosti nepřístupný. Probíhá pozvolná rekonstrukce objektu.

## Historie

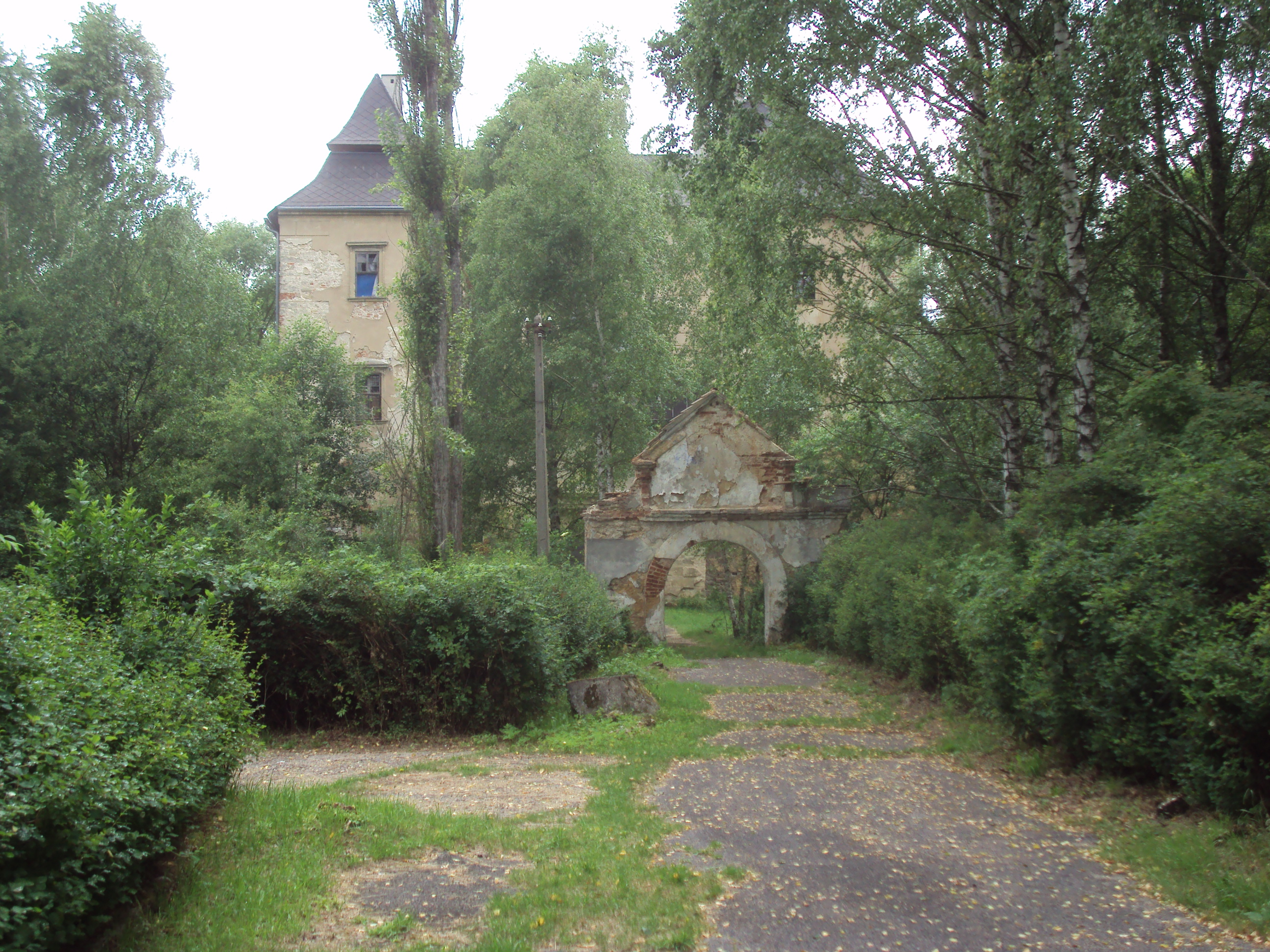
Zámek Kuřívody

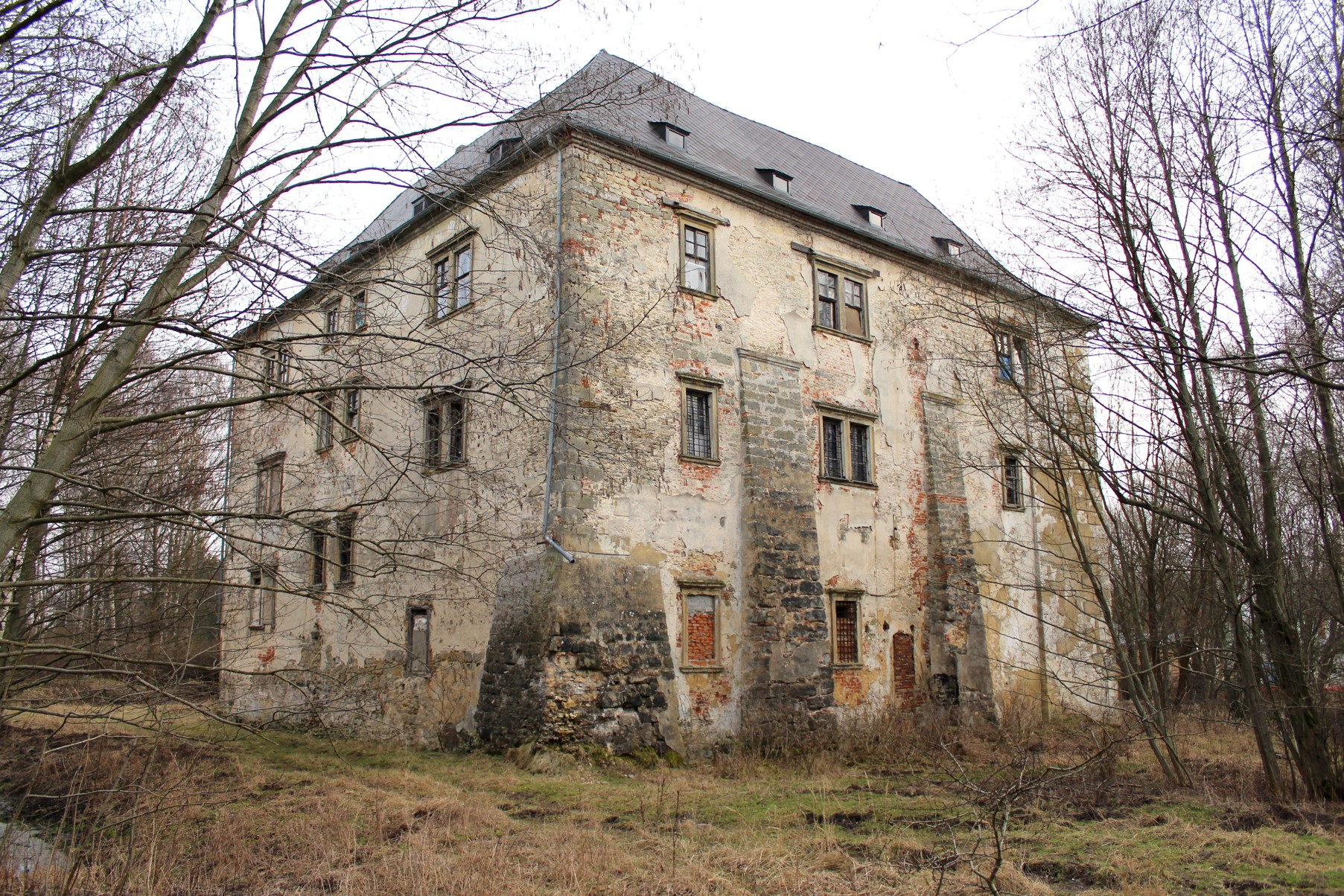
Zadní strana zámecké budovy

Původně, kolem roku 1400 zde v obci Kuřívody stávala tvrz s půdorysem 23,5 x 24,5 metru, obehnaná silnými hradbami a vodním příkopem. Přes něj vedl padací most.
V polovině 15. století, tedy v době, kdy patřila Berkům z Dubé, byla označena tvrzí sídelní a postupně přebudována. Centrem nově upravené tvrze byl zámek s půdorysem 24,5 x 11 metrů a dvěma patry. Kolem roku 1600 byla přestavěna na zámek s třemi křídly Bohuchvalem Berkou, nicméně objekt sloužil zpravidla jen jako sídlo úředníků, často bylo prázdné.
Je zachována zmínka o zdejším přenocování císaře Josefa II. při jeho cestě z Českého Dubu do Holan dne 11. října 1778. V roce 1866 sloužila budova jako lazaret pro raněné vojáky po bitvě u Kuřívod. Je zachována fotografie zámku z období krátce před rokem 1880. Zanedlouho poté, kolem roku 1884, byla zbořena věž.

## 20. století
Po druhé světové válce bylo z celého okolí vysídleno zdejší původní německé obyvatelstvo. Ve druhé polovině 20. století se Kuřívody staly součástí vojenského prostoru Ralsko, který byl v letech 1968-1991 obsazen sovětskými vojsky. Památky včetně zámku byly v té době zanedbány a často i poničeny.

## Dostupnost

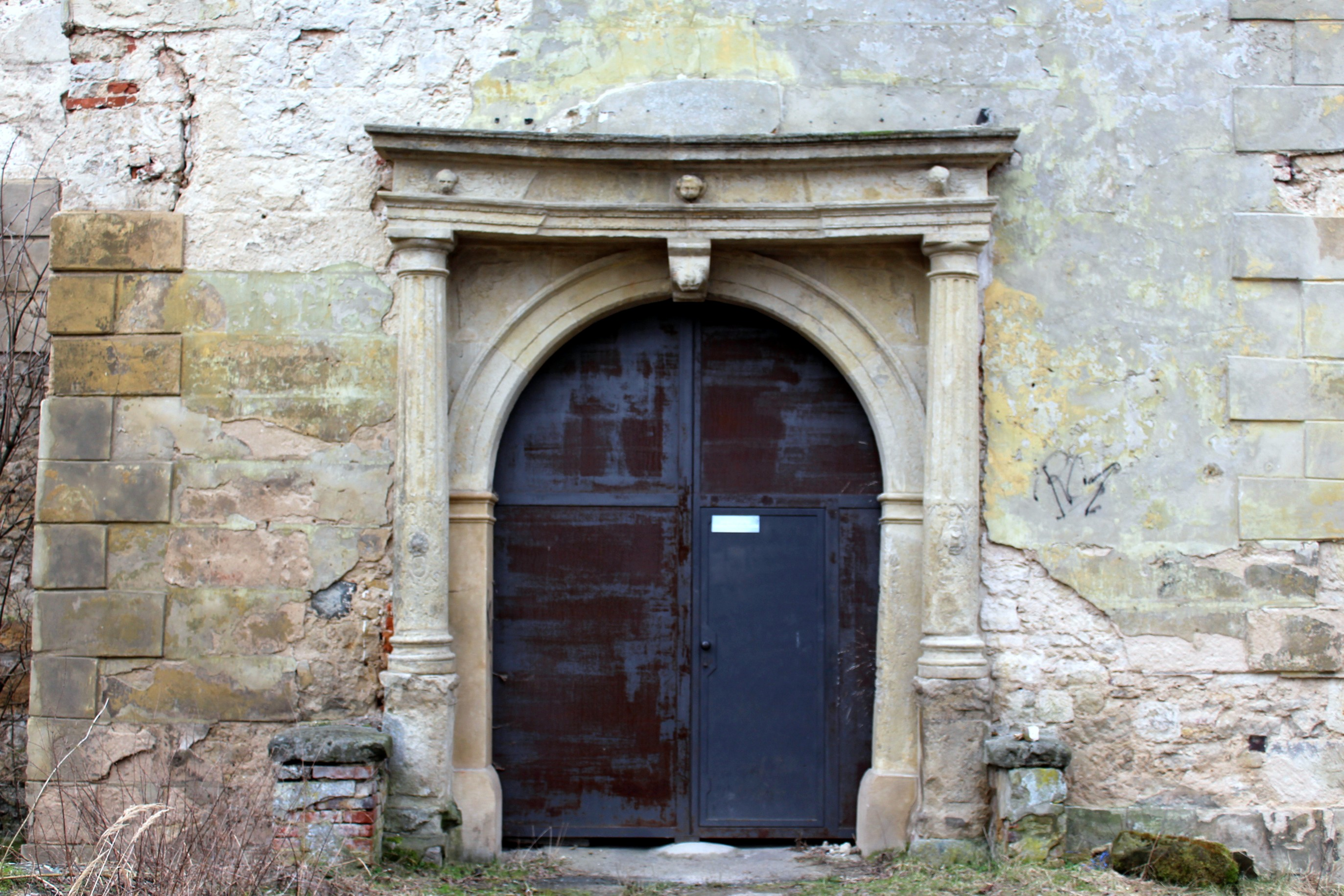
Detail vstupního portálu zámku

Zámeček se nachází ve vsi Kuřívody, na jižní straně silnice II/268, vedoucí z Mimoně do Mnichova Hradiště. Železnice touto oblastí nevede, do Kuřívod je zajišťováno autobusové spojení z Mimoně, Bělé pod Bezdězem a Mladé Boleslavi. Přes Kuřívody jsou vedeny cyklotrasy 25 a 3040. Z prostranství poblíž autobusové zastávky vychází žlutě značená turistická cesta, která směřuje přes vrcholové partie Velké Bukové a sedlo u Malé Bukové do zaniklé vsi Strážova a kříží se s trasou geostezky "Přes Bukové hory" či v některých úsecích je s touto naučnou stezkou Geoparku Ralsko totožná. Zámek v Kuřívodech je v soukromém vlastnictví a pro veřejnost je nepřístupný.